# Windows Live Messenger
Windows Live Messenger (anteriormente MSN Messenger e popularmente chamado apenas de Messenger ou MSN), foi um mensageiro instantâneo multiplataforma parte dos antigos serviços online da Microsoft chamados Windows Live. Ele se conectava ao serviço Microsoft Messenger, agora descontinuado, e, em versões posteriores, era compatível com o Yahoo! Messenger e o Facebook Messenger. O serviço foi descontinuado em 2013 e substituído pelo Skype.
O serviço foi lançado inicialmente como MSN Messenger Service em 22 de julho de 1999 e foi comercializado sob a marca MSN até 2005, quando foi renomeado para Windows Live Messenger. Desde então, passou a ser oficialmente conhecido pelo novo nome, embora o nome original tenha permanecido em uso comum. Em junho de 2009, a Microsoft informou que o serviço atraía mais de 330 milhões de usuários ativos por mês, colocando-o entre os serviços de mensagens instantâneas mais utilizados no mundo.
O Windows Live Messenger foi o Messenger mais usado no mundo, com mais de 230 milhões de usuários. No Brasil, o serviço atingiu mais de 75% dos usuários da internet, que significava mais de 34 milhões de usuários no país.
Após a aquisição do Skype em maio de 2011, a Microsoft adicionou interoperabilidade entre contas do Skype e da Microsoft, permitindo que o Skype — que possuía recursos exclusivos e uma base de usuários maior — se comunicasse com os contatos do Windows Live Messenger. Em 2013, o produto foi descontinuado e a Microsoft começou a encerrar o serviço para os clientes existentes. Ele permaneceu ativo na China por mais 18 meses e encerrou as suas operações lá em 31 de outubro de 2014. O programa foi incorporado ao Skype.
Em 2018, uma versão gratuita do Microsoft Teams foi disponibilizada após anos como parte de uma assinatura do Microsoft 365. O Teams herdou a arquitetura das contas da Microsoft, permitindo que os usuários convidassem contatos do Skype e do descontinuado Windows Live Messenger.

## História

### MSN Messenger 1.0–7.5 (1999–2005)
Antes de ser renomeado como Windows Live Messenger, o produto foi chamado "MSN Messenger" de 1999 a 2006. Durante esse período, a Microsoft lançou sete versões principais, conforme listado abaixo. A primeira versão do MSN Messenger Service, versão 1.0 (1.0.0863), foi lançada em 22 de julho de 1999. Ela incluía apenas recursos básicos, como mensagens de texto simples e uma lista de contatos simplificada. Quando foi lançado, oferecia suporte ao acesso à rede AOL Instant Messenger (AIM) da America Online (AOL), que tentou continuamente bloquear o acesso da Microsoft ao seu serviço até que, eventualmente, esse recurso foi removido e não reapareceu em versões posteriores do software. A AOL fez isso explorando um bug de estouro de buffer no AIM, que fazia com que ele executasse um código de máquina enviado pelo servidor. Quando esse código era executado, ele verificava se o cliente era o AIM e enviava uma mensagem de volta para verificar o cliente. Desde então, o software só permitia conexões ao seu próprio serviço, exigindo uma conta da Microsoft (na época, .NET Passport) para conectar. A Microsoft lançou a primeira grande atualização, a versão 2.0 (2.0.0083), em 16 de novembro de 1999. Ela incluiu um banner de publicidade rotativo e a capacidade de personalizar a aparência da janela de bate-papo. Essa versão estava disponível como uma opção de instalação para o Windows Me. No ano seguinte, foi lançada a versão 3.0 (3.0.0080), em 29 de maio de 2000. Ela incluía transferências de arquivos e capacidades de áudio de PC para PC e de PC para telefone com Net2Phone e Callserve, dois dos maiores provedores de VoIP.
Com o lançamento do Windows XP, foi lançada a versão 4.6 do MSN Messenger em 23 de outubro de 2001. Esta versão trouxe mudanças significativas na interface do usuário, a capacidade de agrupar contatos e suporte para conversas por voz. Nela, o software foi renomeado de "MSN Messenger Service" para simplesmente "MSN Messenger", enquanto o serviço subjacente passou a ser conhecido como "Serviço .NET Messenger". Essa versão era compatível apenas com Windows 95, 98, ME, NT 4.0 e 2000, porque a Microsoft forneceu um programa reduzido para o Windows XP, chamado Windows Messenger. A versão 5.0 do MSN Messenger foi lançada em 24 de outubro de 2002. Foi a primeira versão que podia ser instalada com o Windows Messenger no Windows XP. Incluía transferências de arquivos baseadas em UPnP (Universal Plug and Play), pequenas alterações na arte da interface do usuário e um plug-in de interface do Windows Media Player.
O MSN Messenger recebeu uma grande atualização para a versão 7.0 em 7 de abril de 2005. Essa versão trouxe recursos de "wink" que anteriormente estavam disponíveis apenas no threedegrees. Ela também passou a exibir anúncios de itens à venda, incluindo imagens de exibição animadas, emoticons e papéis de parede. O estilo da janela da lista de contatos também foi atualizado para combinar com as janelas de mensagens instantâneas. Além disso, foi introduzido o recurso de integração com o Xbox Live. A versão também trouxe suporte para tinta digital e reconhecimento de escrita manual. Esta foi a última versão do MSN Messenger a oferecer suporte para Windows 98, Windows Me e Windows 2000.
A última versão do MSN Messenger antes da mudança de nome, a versão 7.5, foi lançada em 23 de agosto de 2005. Novos recursos incluíram o recurso de Fundos Dinâmicos e o manipulador de protocolo "msnim", que permitia que sites fornecessem links que adicionavam automaticamente um contato ou iniciavam conversas. Além disso, um novo recurso de Clipes de Voz permitiu que os usuários pressionassem a tecla F2 para gravar uma mensagem de no máximo 15 segundos e enviá-la ao destinatário. A janela de conversas foi ligeiramente alterada, com a adição de um botão de vídeo. Esta versão também introduziu o Windows Installer para o recurso de atualização automática.

### Windows Live Messenger 2009
A versão do Windows Live Messenger 2009 foi lançada para usuários beta que tinham interesse em testar as novidades e resolver problemas referentes a bugs na hora da utilização real. Bastava acessar o Microsoft Connect e fazer o cadastro.

#### Funções
A versão 2009 do Messenger da Microsoft possuía novos recursos em relação à versão antiga, como a liberação de APIs do programa para que desenvolvedores produzam novos add-ons e mashups (exemplo: integração com a rede social Octopop) baseados no Messenger, audio e video com várias pessoas ao mesmo tempo, integração com outras redes como Google Talk e AOL Instant Messanger. Assinatura sonora (ou seja, poderia associar um som a um contato, assim quando o contato ficasse online, o som que o usuário escolhesse tocaria), imagens de exibição animada (seria possível colocar gifs), e o login múltiplo (era possível fazer login no computador, smartphone, etc. tudo simultaneamente na mesma conta).

#### Compilações lançadas da versão 2009
A Microsoft disponibilizou para os beta-testers convidados o Windows Live Messenger 2009 Beta. A versão 2009 (build 9.0.1407.1107) incluia suporte para Múltiplos Pontos de Presença (MPOP), permitia configurar sons personalizados para cada contato, imagens de exibição animadas e mais.
- v9.0.1407.1107 Beta (27 de Novembro de 2007) Não disponibilizada oficialmente.
- v14.0.5027.908 Beta (17 de Setembro de 2008) Encontrava-se disponível em http://download.live.com, em estágio BETA e com vários idiomas.
- v14.0.8050.1202 Final (15 de Dezembro de 2008). Versão que foi a RC e a Microsoft a declarou como Final. Também disponível em http://download.live.com, em vários idiomas.
- v14.0.8089.726 Final (19 de Agosto de 2009). Disponível em http://download.live.com, em 48 idiomas.
- v14.0.8117.416 Final (6 de Maio de 2010). Disponível em http://download.live.com, em 48 idiomas.

### Windows Live Messenger 2011
No final de março de 2010, um beta do Windows Live Essentials Wave 4 vazou na internet e desde então se espalhou por várias redes de BitTorrent. O aplicativo incluía uma versão beta privada do Windows Messenger Live Wave 4, intitulada "Windows Live Messenger 2010". No entanto, como o software foi projetado para testes privados, quem não foi convidado para os testes não conseguiu entrar na rede.
O novo software trazia uma interface remodelada, que levava a funcionalidade "O que há de novo" do Windows Live para o "painel social", semelhante à maneira como um site de rede social, como o Facebook, apresenta atualizações. Entre as novas funcionalidades estavam as conversas por a que você usa no Messenger é o mesmo que você usa para a rede do MSN), a ferramenta de manuscrito, convites para assistir a webcam alheia e a importação e a exportação de contatos. A versão do Messenger no Windows Live Essentials também não era mais compatível com o Windows XP e só rodava no Windows Vista com todos os service packs e no Windows 7.
O novo Windows Live Messenger para o iOS tornou-se disponível na App Store no dia 21 de junho de 2010, além de outras versões móveis do Windows Live Messenger para o Windows Phone, Blackberry, Symbian e plataformas móveis.
Em 24 de junho de 2010, uma versão beta pública do Windows Messenger Live Wave 4 foi lançada como parte da nova versão beta do Windows Live Essentials. A "atualização beta" do Windows Messenger Live Wave 4 foi lançada em 17 de agosto de 2010, como parte de uma atualização do Windows Live Essentials Beta. A versão final do Windows Live Messenger 2011 (Wave 4) foi lançada em 30 de setembro de 2010. Na mesma data, uma versão do Windows Live Messenger para Zune também se tornou disponível.
Inicialmente, o Windows Live Messenger 2011 tinha conexão com o Facebook, LinkedIn, MySpace e Twitter. Porém, algum tempo depois, sem aviso prévio, o Twitter foi tirado da lista e quem já tinha as duas redes conectadas foi levado a remover o Twitter da lista de conexões. Isso fez com que muita gente pensasse que a Microsoft havia entrado em conflito com o Twitter, o que nunca foi confirmado.
No dia 27 de maio de 2013, o Windows Live Messenger encerrou suas atividades após 14 anos e sendo substituído pelo Skype, que foi adquirido pela empresa em 2011, e embora descontinuado, ainda é possível conectar se ao serviço Skype utilizando a versão 4.7 do Windows Messenger que vem pré instalada com o Windows XP.

## Novos recursos
Existem várias modificações ao longo das atualizações do Windows Live Messenger, e foram adicionados vários recursos novos em comparação ao MSN Messenger, e dentre eles podemos citar:
- Comunicação offline, semelhante ao status de invisível do ICQ, porém mais limitado do que ele, e do Yahoo! Messenger, ou seja, você se comunica offline com seus contatos.

- A última imagem de exibição selecionada era armazenada remotamente, e a mesma poderia ser acessada em outro computador.
- Também era possível deixar mensagens para uma pessoa offline, até que a mesma entrasse novamente e as recebesse.
- Escolher a cor das janelas de conversa e a da lista de contato, além de poder colocar uma imagem no fundo da lista de contatos (salvando-a na pasta do Messenger como lvback.gif).
- Era possível esconder a guia de patrocínios, localizada na esquerda do programa, além de poder trocar a ordem dos guias.
- Possibilidade de colocar um apelido em um usuário da lista, renomeando o mesmo sem precisar de programas especiais, como o Messenger Plus!.
- Busca rápida de contatos.
- Windows Live Favorites, onde você adicionava seus sites favoritos, como no "Favoritos" do navegador de internet, mas com a vantagem de que você terá esse site gravado no seu Messenger, podendo usá-lo em qualquer computador.
- Era possível mostrar as fotos dos contatos online e offline grandes na janela de contatos.
- Recursos aperfeiçoados (já existentes ou existentes parcialmente no MSN Messenger e melhorados no Windows Live Messenger)
  - Chamar o contato para uma conversa, imitando um telefone, serviço semelhante ao Skype (este recurso apenas foi melhorado e teve seu nome modificado).
  - Pasta de compartilhamento entre os usuários.
  - Além de poder organizar os contatos por online e offline e por grupos (Amigos, Família, etc.), era possível organizá-los por espaços atualizados recentemente, ou seja, a última pessoa a atualizar o seu Windows Live Spaces ficaria no topo da lista.

## Fases Beta Live 8
Compilações lançadas da versão 8.1:
- v8.1.0064 Beta (8 de Setembro de 2006)
- v8.1.0066 Beta (13 de Setembro de 2006)
- v8.1.0068 Beta (22 de Setembro de 2006)
- v8.1.0106 Beta (31 de Outubro de 2006)
- v8.1.0168 Beta (13 de Dezembro de 2006)
- v8.1.0178 Final (30 de Janeiro de 2007)

Compilações lançadas da versão 8.5:
- v8.5.1235.0517 Beta (30 de Maio de 2007)
- v8.5.1238.0601 Beta (21 de Junho de 2007)
- v8.5.1302.1018 Final (6 de Novembro de 2007)

## Comemoração de dez anos
Em agosto de 2009 os usuários do Windows Live Mail e consequentemente do Windows Live Messenger receberam uma mensagem com o título "Messenger is 10". A página possuía uma ligação para um software que baixava o "presente", que era um pacote com conteúdos como emoticons e imagens.

### Os primeiros dez anos
- Em 22 de julho de 1999 surge o MSN Messenger. Foi alegado ser usado por 2,5 milhões de pessoas em cada mês.
- Em 14 de dezembro de 1999 o MSN Messenger estava disponível em vinte e seis idiomas sendo usado em vários países do mundo.
- Em 20 de julho de 2000 é lançada a terceira versão do MSN Messenger, com suporte a compartilhamento de fotos e documentos.
- Em 23 de outubro de 2001 o MSN Messenger é conectado por quase 30 milhões de visitantes em cada mês.
- Em 16 de julho de 2003 mais recursos são inseridos, como videoconferência e jogos.
- Em 7 de abril de 2005 cerca de 2,5 milhões de mensagens instantâneas são enviadas por dia no MSN Messenger.
- Em 20 de junho de 2006 o MSN Messenger muda para Windows Live Messenger, mudando o nome de alguns recursos onlines da Microsoft, como o Hotmail e o Windows Live Spaces.
- Em 22 de julho de 2009, o Windows Live Messenger está disponível em trinta e seis idiomas com mais de 330 milhões de visitantes por mês. Recursos adicionados em 2003 são aprimorados como poder "arrastar e soltar" as fotos, visualizar imagens de exibição dinâmica e atualizações online.[24]

## Responsabilidade social
Em março de 2007 a Microsoft divulgou a campanha "I'm Making a Difference" (Estou fazendo uma diferença) que utiliza a versão 8.1 do Windows Live Messenger para promover doações a instituições de caridade. Nela, cada usuário coloca um código em seu "Nome de exibição" referente à uma instituição de caridade. Cada código é substituído por um emoticon com o logotipo da campanha (i'm) e cada conversa iniciada pelo usuário com este emoticon em seu nome, a Microsoft doará uma quantia à instituição escolhida.